# مدينة مونغزو
مونغزو (بالصينيَّة: 蒙自) هي مدينة تقع جنوبي شرق مقاطعة يُونَّان في جمهورية الصين الشعبيَّة. ومن الناحية الإداريَّة فهي مدينة على مستوى المقاطعة ومقر مقاطعة هونغهو هاني ويي ذاتية الحكم. تقع مونغزو على بعد حوالي 175 كيلومتر (109 ميل) جنوب شرقي عاصمة المقاطعة كونمينغ. وتقع المدينة على هضبة في وسط حوض وادي خصب على ارتفاع 1,310 متر (4,300 قدم) فوق مستوى سطح البحر، وبلغ عدد سكانها 417,156 نسمة بحسب تعداد 2010. كانت مونغزو رسمياً تعتبر مقاطعة (蒙自县) قبل تغيير حالتها في أكتوبر عام 2010 حين أصبحت مدينة على مستوى مقاطعة.

## المناخ
يظهر الجدول التالي التغييرات المناخية على مدار السنة لمدينة مونغزو:
| البيانات المناخية لـمدينة مونغزو            | البيانات المناخية لـمدينة مونغزو | البيانات المناخية لـمدينة مونغزو | البيانات المناخية لـمدينة مونغزو | البيانات المناخية لـمدينة مونغزو | البيانات المناخية لـمدينة مونغزو | البيانات المناخية لـمدينة مونغزو | البيانات المناخية لـمدينة مونغزو | البيانات المناخية لـمدينة مونغزو | البيانات المناخية لـمدينة مونغزو | البيانات المناخية لـمدينة مونغزو | البيانات المناخية لـمدينة مونغزو | البيانات المناخية لـمدينة مونغزو | البيانات المناخية لـمدينة مونغزو |
| الشهر                                       | يناير                            | فبراير                           | مارس                             | أبريل                            | مايو                             | يونيو                            | يوليو                            | أغسطس                            | سبتمبر                           | أكتوبر                           | نوفمبر                           | ديسمبر                           | المعدل السنوي                    |
| ------------------------------------------- | -------------------------------- | -------------------------------- | -------------------------------- | -------------------------------- | -------------------------------- | -------------------------------- | -------------------------------- | -------------------------------- | -------------------------------- | -------------------------------- | -------------------------------- | -------------------------------- | -------------------------------- |
| متوسط درجة الحرارة الكبرى °م (°ف)           | 18.9 (66.0)                      | 21.2 (70.2)                      | 25.3 (77.5)                      | 27.9 (82.2)                      | 28.4 (83.1)                      | 28.1 (82.6)                      | 27.5 (81.5)                      | 27.4 (81.3)                      | 26.4 (79.5)                      | 24.1 (75.4)                      | 21.1 (70.0)                      | 18.6 (65.5)                      | 24.6 (76.2)                      |
| المتوسط اليومي °م (°ف)                      | 13.4 (56.1)                      | 15.4 (59.7)                      | 19.1 (66.4)                      | 22.1 (71.8)                      | 23.5 (74.3)                      | 24.0 (75.2)                      | 23.6 (74.5)                      | 23.1 (73.6)                      | 22.0 (71.6)                      | 19.7 (67.5)                      | 16.3 (61.3)                      | 13.2 (55.8)                      | 19.6 (67.3)                      |
| متوسط درجة الحرارة الصغرى °م (°ف)           | 7.8 (46.0)                       | 9.6 (49.3)                       | 12.8 (55.0)                      | 16.2 (61.2)                      | 18.5 (65.3)                      | 19.9 (67.8)                      | 19.6 (67.3)                      | 18.8 (65.8)                      | 17.5 (63.5)                      | 15.2 (59.4)                      | 11.4 (52.5)                      | 7.8 (46.0)                       | 14.6 (58.3)                      |
| الهطول مم (إنش)                             | 14.8 (0.58)                      | 19.2 (0.76)                      | 26.9 (1.06)                      | 46.2 (1.82)                      | 96.9 (3.81)                      | 109.8 (4.32)                     | 175.0 (6.89)                     | 160.2 (6.31)                     | 100.1 (3.94)                     | 51.2 (2.02)                      | 45.9 (1.81)                      | 12.8 (0.50)                      | 859 (33.82)                      |
| متوسط أيام هطول الأمطار (≥ 0.1 mm)          | 4.9                              | 5.0                              | 6.1                              | 10.2                             | 14.6                             | 16.5                             | 20.2                             | 20.6                             | 16.1                             | 11.4                             | 7.0                              | 3.8                              | 136.4                            |
| متوسط الرطوبة النسبية (%)                   | 70                               | 65                               | 60                               | 62                               | 69                               | 75                               | 79                               | 81                               | 78                               | 76                               | 75                               | 72                               | 72                               |
| ساعات سطوع الشمس الشهرية                    | 208.9                            | 204.9                            | 230.6                            | 226.3                            | 200.2                            | 138.4                            | 140.0                            | 148.9                            | 149.0                            | 153.4                            | 166.0                            | 194.8                            | 2٬161٫4                          |
| نسبة وصول أشعة الشمس                        | 62                               | 64                               | 62                               | 60                               | 49                               | 34                               | 34                               | 37                               | 41                               | 43                               | 50                               | 59                               | 49                               |
| المصدر: China Meteorological Administration |                                  |                                  |                                  |                                  |                                  |                                  |                                  |                                  |                                  |                                  |                                  |                                  |                                  |

## وصلات خارجية
- موقع مونغزو الرسمي (بالصينية)